# Полёт через Атлантический океан
«Полёт через Атлантический океан» (лит. Skrydis per Atlantą) — советский художественный фильм, снятый в 1983 году режиссёром Раймондасом Вабаласом на Литовской киностудии о трансатлантическом перелёте самолёта «Литуаника».
Снят по совместному с драматургом Юозасом Глинскисом сценарию. Всесоюзная премьера состоялась в январе 1984 года.

## Сюжет
События фильма происходят в Литве, Франции и США в период с 1927 по 1933 год. Литовский лётчик Стяпонас Дарюс ради воплощения своей давнишней мечты — беспосадочного перелёта через Атлантический океан, берёт на службе долгосрочный отпуск и отправляется в Соединённые Штаты с целью найти единомышленников. Его путь пролегает через Францию, где он становится свидетелем неудачной попытки трансатлантического полёта французских лётчиков Шарля Нунжессера и Франсуа Коли на самолёте «Белая птица». Помня о том, что над Атлантикой главенствуют западные ветры, Дарюс предполагает своим будущим маршрутом Нью-Йорк — Каунас. На паях со своим новым товарищем Стасисом Гиренасом он покупает самолёт, который с помощью своих соотечественников из многочисленной литовской диаспоры был некоторое время спустя переоборудован для нужд предстоящей экспедиции. Летом 1933 года отважные лётчики пустились в путь. Преодолев успешно большую часть маршрута, они ночью были сбиты огнём зенитной артиллерии над секретным концентрационным лагерем Берлинхен в Германии.

## В ролях
- Эймунтас Някрошюс — Стасис Гиренас
- Ремигиюс Сабулис — Стяпонас Дарюс
- Регимантас Адомайтис — Дьедоне
- Эугения Байорите — Касте
- Юозас Будрайтис — Нанжессер
- Раймондас Вабалас — пастор
- Йонас Вайткус — Антанас
- Альгирдас Венскунас — брат Дарюса
- Казимирас Виткус — врач
- Повилас Гайдис — Кимбл
- Гедиминас Гирдвайнис — Юргис
- Байба Индриксоне — француженка
- Гедиминас Карка — Казимерас
- Юозас Киселюс — Леон
- Стяпонас Космаускас — Бенедикт
- Ольгерт Кродерс — босс из «Локхид»
- Мирдза Мартинсоне — француженка
- Валентинас Масальскис — Виктор
- Альгимантас Масюлис — Нашленас
- Альгис Матулёнис — Тадас
- Альгирдас Паулавичюс — Стульпинас
- Ромуальдас Раманаускас — Код
- Аудрис Мечисловас Хадаравичюс — Роси
- Хенрика Хокушайте — мать Дарюса
- Гирт Яковлев — французский лётчик
- Валдас Ятаутис — Каминскас
- Витаутас Томкус — Штурмгауптфюрер СА
- Дануте Юроните — эпизод
- Волдемар Лобиньш — эпизод

## Съёмочная группа
- Авторы сценария: Раймондас Вабалас, Юозас Глинскис
- Режиссёр-постановщик: Раймондас Вабалас
- Оператор-постановщик: Йонас Томашявичюс
- Композитор: Бронисловас-Вайдутис Кутавичус
- Художник-постановщик: Альгирдас Ничюс

## Интересные факты
Для этого фильма известный в Литве пилот-конструктор Владас Кянсгайла создал достаточно аутентичную реплику самолёта — летающую копию в масштабе 1:1.
Сперва режиссёр попросил создать хотя бы макет самолёта, но позже это вылилось в реплику. Она была построена в 1983 г. в Паневежском аэроклубе.
Позже её неоднократно демонстрировали на различных мероприятиях (как дома, так и за границей) и авиационных праздниках, как на земле, так и в полёте.
С 2003 г. находилась в Музее авиации г. Каунас, в 2013 г. приняла участие в празднованиях по случаю юбилея перелёта (в том числе и в воздухе).